# شاهنشاهی ساسانی (کتاب)
شاهنشاهی ساسانی کتابی نوشته تورج دریایی است که مرتضی ثاقب فر آن را به فارسی برگردانیده است.

## سخن نویسنده
فکر نوشتن این کتاب از هنگامی‌در ذهنم شکل گرفت که دانشجوی دوره دکترا در دانشگاه کالیفرنیا-لس آنجلس بودم، یعنی یکی از چند دانشگاه‌جهان که در آن تاریخ دوره ساسانی تدریس می‌شود. در این دانشگاه دانشجویان زیادی بودند که رشته اصلیشان تاریخ روم بود و با مورخان خاور نزدیک درباره پیوند تمدن‌ها به بحث می‌پرداختند. روزی یکی از دوستانم که در رشته تاریخ روم تحصیل می‌کرد به من گفت به نظرش عجیب می‌نماید که در حالی که صدها کتاب درباره تاریخ روم نوشته شده‌است، حتی یک کتاب به زبان انگلیسی درباره تاریخ و تمدن ساسانی وجود ندارد. راست آن است که به این موضوع نیندیشیده بودم که هرکس به تحصیل تاریخ ساسانی علاقه دارد، باید حداقل با زبان‌های فرانسوی و آلمانی آشنا باشد (اگر افزون برآنها ایتالیایی و روسی را نیز بداند، چه بهتر). علاوه بر آن، تک‌نگاری‌ها در این باب نیز بسی اندکند؛ از زمان انتشار شاهکار آرتور کریستینسن به زبان فرانسه به نام ایران در زمان ساسانیان در ۱۹۴۴، فقط یک کتاب کوچک دیگر درباره تاریخ ساسانی نوشته شده که آن هم تألیف کلاوس شیپمان به زبان آلمانی است. این کتاب نیز فقط طرحی کلی از تاریخ ساسانیان ارائه می‌دهد.